# الريحانة (العراق)
الريحانة هي ناحية من النواحي التابعة لقضاء عانة تقع على الضفة الغربية لنهر الفرات جنوب مدينة عانة تسكنها عشائر البوفراج والجغايفة و الحبنيين والبومحل (البغيلات) والعانيين والسادة الراويين .
يبلغ تعداد سكانها 5الاف نسمة ، تشتهر المدينة بمهنة صيد الاسماك من البحيرة القريبة . وكذلك تشتهر باحتوائها على حقول لتربية الدواجن لانتاج البيض واللحوم.